# Sarotherodon melanotheron
Sarotherodon melanotheron är en fiskart som beskrevs av Eduard Rüppell 1852. Sarotherodon melanotheron ingår i släktet Sarotherodon och familjen Cichlidae.

## Underarter
Arten delas in i följande underarter:
- S. m. heudelotii
- S. m. leonensis
- S. m. melanotheron